# Kintarō

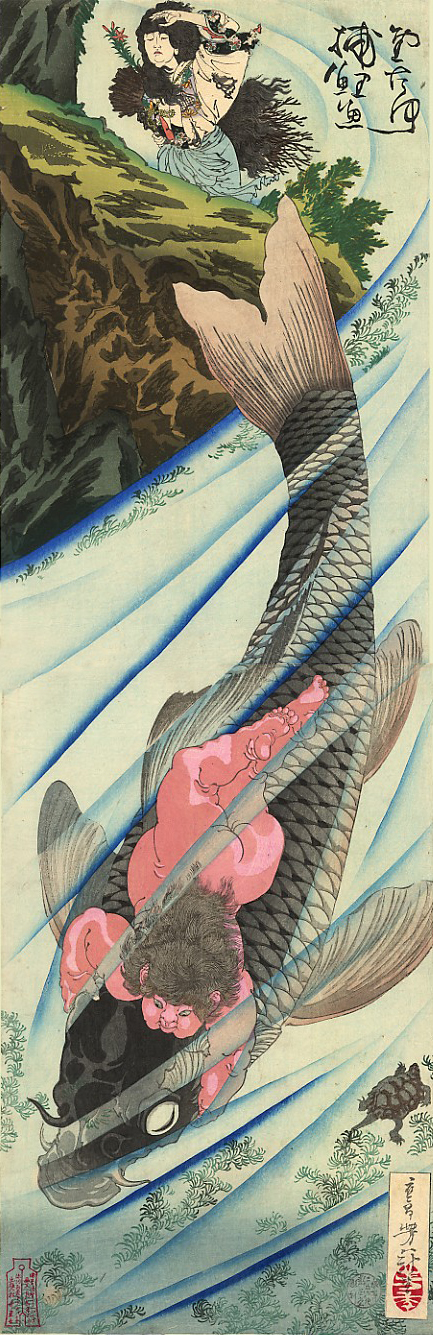
O jovem Kintarō lutando contra uma carpa gigante, em uma ilustração feita por Yoshitoshi.

Kintarō (金太郎, geralmente traduzido como "Menino Dourado" ou "Menino de Ouro") é um herói do folclore japonês. Menino dotado de uma força prodigiosa, crê-se que ele foi criado por uma feiticeira do Monte Ashigara. Kintaro tinha uma especial empatia com os animais da montanha, e mais tarde, depois de derrotar o demónio da floresta Shuten Dōji, na região do Monte Ōe, juntou-se às forças do Príncipe Minamoto-No-Yorimitsu,  sob o novo nome de 'Sakata Kintoke (坂田公時). É uma figura muito popular nos drama de Noh e Kabuki, e é um costume por um boneco de Kintaro no dia das crianças para que elas sejam fortes e corajosas como o tal.
Kintaro terá a sua origem, provavelmente na pessoa de um homem real chamado Sakata Kintoki, que viveu no periodo Heian e provavelmente veio de uma cidade que hoje é a atual Minami-Ashigara, o qual serviu Minamoto-No-Yorimitsu e se tornou conhecido pelas suas proezas como guerreiro.

## Lenda

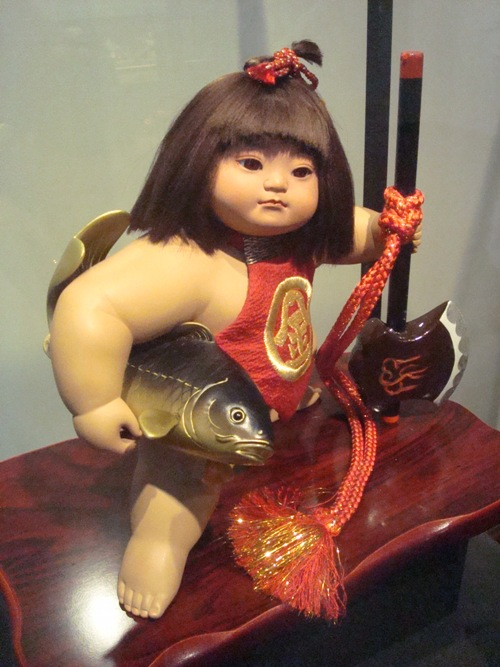
Boneco japonês mostrando Kintarö, O Menino de Ouro. Festival Hina Matsuri. Museu Nacional da Costa Rica, 3 de março de 2013.

Há várias histórias sobre a infância de Kintaro. Numa delas, ele foi criado por sua mãe, a princesa Yaegiri, filha de um homem rico chamado Shiman-Chōja, na aldeia de Jizodo, perto do Monte Ashigara. Numa outra, sua mãe deu à luz onde é hoje a actual Sakata, de onde ela fora forçada a fugir devido à luta opondo o marido a seu tio. Então, ela finalmente se estabeleceu na floresta do Monte Ashigara para criar seu filho. A partir deste ponto a história se divide em duas versões, a mãe verdadeira de Kintaro o abandonou no mato ou ela morreu, e independente das duas versões ele foi encontrado pela feiticeira do monte e criado por ela. Outra versão diz que Kintaro foi criado por sua mãe, mas devido a aparência dela, foi apelidada de feiticeira do monte. Numa versão mais fantasiosa, a feiticeira do monte era a mãe verdadeira de Kintaro e ambos foram impregnados pelo trovão do Dragão Vermelho do Monte Ashigara.
Todas as lendas dizem que, apesar de ser uma criança, Kintaro era muito activo e incansável, gordo e corado, vestindo apenas um babador com o kanji para "ouro" (金) estampado. Seu único outro equipamento era uma machadinha. Como não havia outras crianças na floresta, Kintaro se afeiçoou aos animais do bosque.  Era fenomenalmente forte, capaz de quebrar rochedos e arrancar árvores enraizadas. Os seus amigos animais serviam como mensageiros e montaria, algumas lendas dizem que ele até aprendeu a falar com os animais. Várias outras histórias contam que Kintaro lutava com demónios da montanha (Yokai), vencia ursos e ajudava os lenhadores locais a derrubar árvores.
Já adulto, Kintaro trocou seu nome pelo de Sakata Kintoke. Foi pouco depois levado à presença de Minamoto-No-Yorimitsu, ao passar pela área ao redor do Monte Ooe. Impressionado com a enorme força de Kintarō, Minamoto o tomou como um membro de sua guarda pessoal e levou-o para Kyoto. Lá Kintoki estudou as Artes Marciais, eventualmente se tornando o chefe do Shiten'nō (四天王), reconhecido por sua força e habilidades marciais. Ele finalmente voltou para sua mãe e levou-a para Kyoto junto com ele.